# Yezda Urfa
Yezda Urfa ist eine US-amerikanische Progressive-Rock-Gruppe.

## Geschichte
Yezda Urfa wurde 1973 gegründet und existierte in ihrer klassischen Besetzung mit Rodenbaugh, Tippins, Kimbrough, Miller und Christoff bis Anfang 1981.
Wohl aufgrund des nachlassenden Interesses an progressiver Rockmusik Ende der 70er Jahre wurden Yezda Urfa nie unter Vertrag genommen und kamen so nicht über zwei Demo-Alben hinaus: Boris (aufgenommen 1975/1976, veröffentlicht 2002) und das deutlich besser produzierte Sacred Baboon (aufgenommen 1976, veröffentlicht 1989).
Im Rahmen der reichlich späten Veröffentlichung von Boris 2002 und dem Angebot an die Band, beim amerikanischen Progfestival „NEARfest“ 2004 live zu spielen, kam es 2003 zu einer Wiedervereinigung von Yezda Urfa. Am 5. März 2008 verstarb Sänger Rick Rodenbaugh.

## Stil
Yezda Urfa orientierten sich musikalisch an britischen Progressive-Rock-Gruppen wie Yes, King Crimson und Gentle Giant, kreierten dabei aber einen sehr eigenständigen Stil: Schnelle Tempo- und Riff-Wechsel sowie Nonsens-Songtexte beherrschten die Musik der Band. Sänger Rick Rodenbaugh war stimmlich mit Yes-Sänger Jon Anderson vergleichbar.

## Sonstiges
- Der Name der Band ist ein Fantasieprodukt: Er setzt sich aus den Städtenamen „Yazd“ (Iran) und „Urfa“ (Türkei) zusammen.
- Die Band setzte auf ihren Aufnahmen ungewöhnliche Soundeffekte ein: So überdeckt ein lautes Husten aller Bandmitglieder einen Spielfehler der Akustikgitarre auf Sacred Baboon.
- Manche Stücke von Yezda Urfa sind sowohl auf Boris als auch auf Sacred Baboon zu finden. Die Versionen unterscheiden sich aber in Komposition, Arrangement und Instrumentierung zum Teil sehr stark.

## Diskografie
- 1975: Boris
- 1976: Sacred Baboon
- 2010: Yezdaurfalive (Konzertmitschnitt von 2004)